# Al Hudaydah (gouvernement)
Al Hudaydah is een gouvernement (provincie) in Jemen.
Al Hudaydah telt 2.161.379 inwoners op een oppervlakte van 13.250 km².
Abyan · Aden · Ad Dali' · Al Bayda' · Al Hudaydah · Al Jawf · Al Mahrah · Al Mahwit · 'Amran · Dhamar · Hadramaut · Hajjah · Ibb · Lahij · Ma'rib · Raymah · Sa'dah · Sanaa (stad) · Sanaa (gouvernement) · Shabwah · Socotra · Ta'izz